# Zacarías García Villada
Zacarías García Villada (Gatón de Campos, Valladolid, 1879 - Vicálvaro, Madrid, 1 d'octubre de 1936) va ser un historiador espanyol.
Va obtenir el títol de llicenciat en Filosofia i Lletres i posteriorment el de Teologia. Va ser membre de la Companyia de Jesús des de 1894, i posteriorment fou ordenat en el sacerdoci el 1909. Va treballar per als arxius de la Corona d'Aragó entre 1911 i 1912, arribant a formar part de la Reial Acadèmia de la Història. L'inici de la Guerra Civil el va sorprendre a Madrid. Va poder amagar-se però finalment fou detingut per milicians i assassinat l'1 d'octubre de 1936 en la carretera de Vicálvaro (avui avinguda de Daroca).
És l'autor de Paleografía española i d'Historia eclesiástica de España. Elaborà el Catálogo de los códices de la Catedral de León (1919) i va donar suport l'edició de la Crónica de Alfonso III (1918).